# Atletica leggera ai XVII Giochi del Mediterraneo - 400 metri piani femminili
Le gare di atletica leggera nella categoria 400 metri piani femminili si sono tenute il 28 giugno 2013 al Nevin Yanıt Atletizm Kompleksi di Mersin.

## Calendario
Fuso orario EET (UTC+3).
| Data      | Ora   | Turno  |
| --------- | ----- | ------ |
| 28 giugno | 18:35 | Finale |

## Risultati
Le 7 atlete partecipanti disputano direttamente la finale.

### Finale
| Pos. | Atleta                   | Nazionalità | Tempo | Corsia | Note |
| ---- | ------------------------ | ----------- | ----- | ------ | ---- |
|      | Chiara Bazzoni           | Italia      | 52"06 | 3      |      |
|      | Maria Benedicta Chigbolu | Italia      | 52"66 | 4      |      |
|      | Agnès Raharolahy         | Francia     | 52"90 | 5      |      |
| 4    | Birsen Engin             | Turchia     | 53"37 | 8      |      |
| 5    | Agni Derveni             | Grecia      | 54"05 | 6      |      |
| 6    | Derya Yıldırım           | Turchia     | 55"25 | 2      |      |
| 7    | Gretta Taslakian         | Libano      | -     | 7      | DSQ  |